# Maleševo (okręg braniczewski)
Maleševo (cyr. Малешево) – wieś w Serbii, w okręgu braniczewskim, w gminie Golubac. W 2011 roku liczyła 226 mieszkańców.